# Universidade do Estado de Minas Gerais - Unidade Campanha
A Unidade Campanha da Universidade do Estado de Minas Gerais foi criada a partir da incorporação dos cursos mantidos pela Fundação Cultural Campanha da Princesa, ocorrida em 30 de novembro de 2013.

## Histórico
A Fundação Cultural Campanha da Princesa (FCCP) foi criada em 11 de março de 1966, por meio de Lei Estadual 4.088, de Minas Gerais. Em 1989, passou a ser uma instituição privada associada à UEMG, criada naquele ano.
Sua primeira denominação foi Fundação Universidade da Campanha. Foi considerada entidade de utilidade pública estadual e municipal. Já com o nome de Faculdades Integradas Paiva de Vilhena, ofereceu cursos de Letras, Normal Superior e Pedagogia em 8 cidades do Sul de Minas: Alterosa, Bueno Brandão, Conceição do Rio Verde, Itamonte, Monte Sião, Paraguaçu, São Sebastião do Rio Verde e Santo Antônio do Amparo.

### Faculdades integradas
- FAFI SION (Faculdade de Filosofia Ciências e Letras Nossa Senhora de Sion)
- FACEHUC (Faculdade de Ciências Exatas e Humanas da Campanha)
- ISE (Instituto Superior de Educação)
- Instituto Politécnico

As faculdades integradas mantinham cursos de graduação em Pedagogia, Letras, Geografia, História, Turismo, Processos gerenciais e Filosofia, através da FAFI/SION, e os cursos de Sistemas de Informação e Normal Superior, através da FACEHUC e ISE, respectivamente. O Instituto Politécnico oferecia cursos técnicos em informática nas áreas de Desenvolvimento de Sistemas e Redes de Computadores.

### Incorporação à UEMG
O processo de estadualização foi feito depois que a Faculdade Paiva de Vilhena passou por uma grave crise administrativa e financeira. Em março de 2013, dois diretores da instituição foram afastados dos cargos pela justiça, suspeitos de cometer irregularidades na gestão da verba pública. Com isso a Fundação que administrava a Faculdade foi extinta e suas responsabilidades foram repassadas para o Estado de Minas Gerais através da UEMG, o que tornou o ensino da instituição público e gratuito para todos seus alunos.
A Lei Estadual 20.807, de 26 de julho de 2013, que dispõe sobre a absorção das fundações educacionais de ensino superior associadas à Universidade do Estado de Minas Gerais, autorizou ao Governador do Estado de Minas Gerais a decretar a incorporação dos cursos oferecidos pelas fundações associadas à UEMG.
Através do Decreto Estadual 46.358, de 30 de novembro de 2013, os cursos mantidos pela Fundação Cultural Campanha da Princesa são incorporados à UEMG, devendo ser tomadas as providências relativas à extinção da Fundação. Os cursos incorporados foram os de graduação em Pedagogia, História, e Processos gerenciais.
O primeiro vestibular após a estadualização das Faculdades Integradas Paiva de Vilhena aconteceu no dia 30 de novembro de 2014. A prova para 44 cursos da universidade marcou uma nova fase para a antiga faculdade particular. Cada uma das 40 vagas disponíveis foi disputada por uma média de 3,6 candidatos. Para a direção do novo campus da UEMG no Sul de Minas, a concorrência foi considerada boa porque em anos anteriores a procura pela instituição estava baixa e dois processos seletivos chegaram a ser cancelados.

## Cursos oferecidos
- Pedagogia (Licenciatura)
- História (Licenciatura)
- Processos gerenciais (Tecnológico)

## Pesquisa
A UEMG Unidade Campanha possui um acervo documental sob sua guarda, através do Centro de Memória Cultural do Sul de Minas. As atividades iniciaram-se em 1996 com a chegada da primeira doação documental cedida pelo Fórum da Campanha.

## Ex-diretores
- Joana Beatriz Barros Pereira